# Annie Girardot
Annie Girardot (25. oktober 1931 – 28. februar 2011) var en fransk skuespiller, der har spillet et bredt repertoire af filmroller, blandt andet gennembrudsrollen som Nadia i dramaet Rocco og hans brødre (1960), Maria i Abekvinden (1964) og Lise i komedien Ramt i hjertet (1978).

## Karriere
Girardot indledte sin karriere i 1954, og hun fik sit gennembrud i Luchino Viscontis Rocco og hans brødre som den prostituerede Nadia, der kommer til at splitte Rocco og hans bror Simone. Simone, der i filmen ender med at voldtage og maltraktere Nadia, spilles af Renato Salvatori, der et par år senere blev gift med Annie Girardot.
Hun kom til at spille med i mere end 150 film og tv-produktioner og modtog flere priser. Som ganske ung modtog hun "Prix Suzanne Bianchetti", en fransk pris til lovende unge kvindelige skuespillere. Hun modtog prisen som bedste kvindelige skuespiller ved Filmfestivalen i Venedig i 1965 for sin rolle i Trois champres à Manhattan og to Césarpriser, henholdsvis for bedste kvindelige hovedrolle i 1977 for titelrollen En kvindelig læges dagbog og for bedste kvindelige birolle i 2002 for moderen i Pianisten.'
I 2006 blev det kendt, at hun led af Alzheimers sygdom. Hun døde cirka fem år senere på et hospital i Paris.

## Filmografi
Annie Girardot har blandt andet medvirket i følgende film:
- Treize à table (1955)
- Detektiven Maigret (1957)
- L'amour est en jeu (1957)
- Den franske kvinde og kærligheden (1960)
- Rocco og hans brødre (1960)
- Forbrydelse betaler sig ikke (1962)
- Den erotiske cirkel (1963)
- Abekvinden (1964)
- Jeg – en mandlig sexbombe (1964)
- Trois chambres à Manhattan (1965)
- Heksene (1967)
- Lev for at leve (1967)
- Erotissimo (1968)
- En mand jeg kan li' (1969)
- Mellem to mænd (1970)
- Ambulancen der rødmede (1970)
- Kærlighedens pris (1970)
- Pebermøen (1972)
- Chokbehandling (1972)
- Ingen røg uden ild (1973)
- Sigøjneren (1975)
- En kvindelig læges dagbog (1975)
- Ramt i hjertet (1977)
- Tendre poulet (1978)
- Ørerne i maskinen (1978)
- Les misérables (1995)
- Pianisten (2002)
- Skjult (2005)
- Boxes (2007)